# Rıdvan Şimşek
Rıdvan Şimşek (* 17. Januar 1991 in Konak (Izmir)) ist ein türkischer Fußballspieler. Er ist der Cousin des Fußballers Yusuf Şimşek.

## Karriere

### Verein
Şimşek begann seine Karriere im Jahr 2008 in der 2. türkischen Liga bei Karşıyaka SK. Bereits in seiner ersten professionellen Saison überzeugt er durch gute Leistung. Beşiktaş Istanbul verpflichtete ihn und er unterschrieb einen Vertrag bis 2013.
Şimşek spielte in der Saison 2010/11 auf Leihbasis erstmals bei Kardemir Karabükspor und dann in der Rückrunde beim Zweitligisten Elazığspor.
Zur Rückrunde der Spielzeit 2012/13 wechselte er samt Ablöse zum Erstligavereine Gaziantepspor.
Ohne ein einziges Spiel für Gaziantepspor absolviert zu haben, kehrte er im Sommer 2013 zu seinem ersten Verein Karşıyaka SK zurück. Im Sommer 2015 wechselte er zum Erstligisten Antalyaspor, jenem Verein den Şimşeks Cousin Yusuf Şimşek als Cheftrainer betreute.
Zur Wintertransferperiode 2016/17 wechselte er zum Zweitligisten Sivasspor.

### Nationalmannschaft
Şimşek absolvierte mehrere Einsätze für die türkische U-18-, für die U-19- und U-21-Nationalmannschaft.
2013 debütierte er für die zweite Auswahl der türkischen Nationalmannschaft.

## Erfolge
Beşiktaş Istanbul
- Türkischer Pokalsieger: 2010/11

Mit Gazişehir Gaziantep FK
- Play-off-Sieger der TFF 1. Lig und Aufstieg in die Süper Lig: 2018/19

Mit der türkischen A2-Nationalmannschaft
- Zweiter in International Challenge Trophy: 2013